# Căn bản thuyết nhất thiết hữu bộ

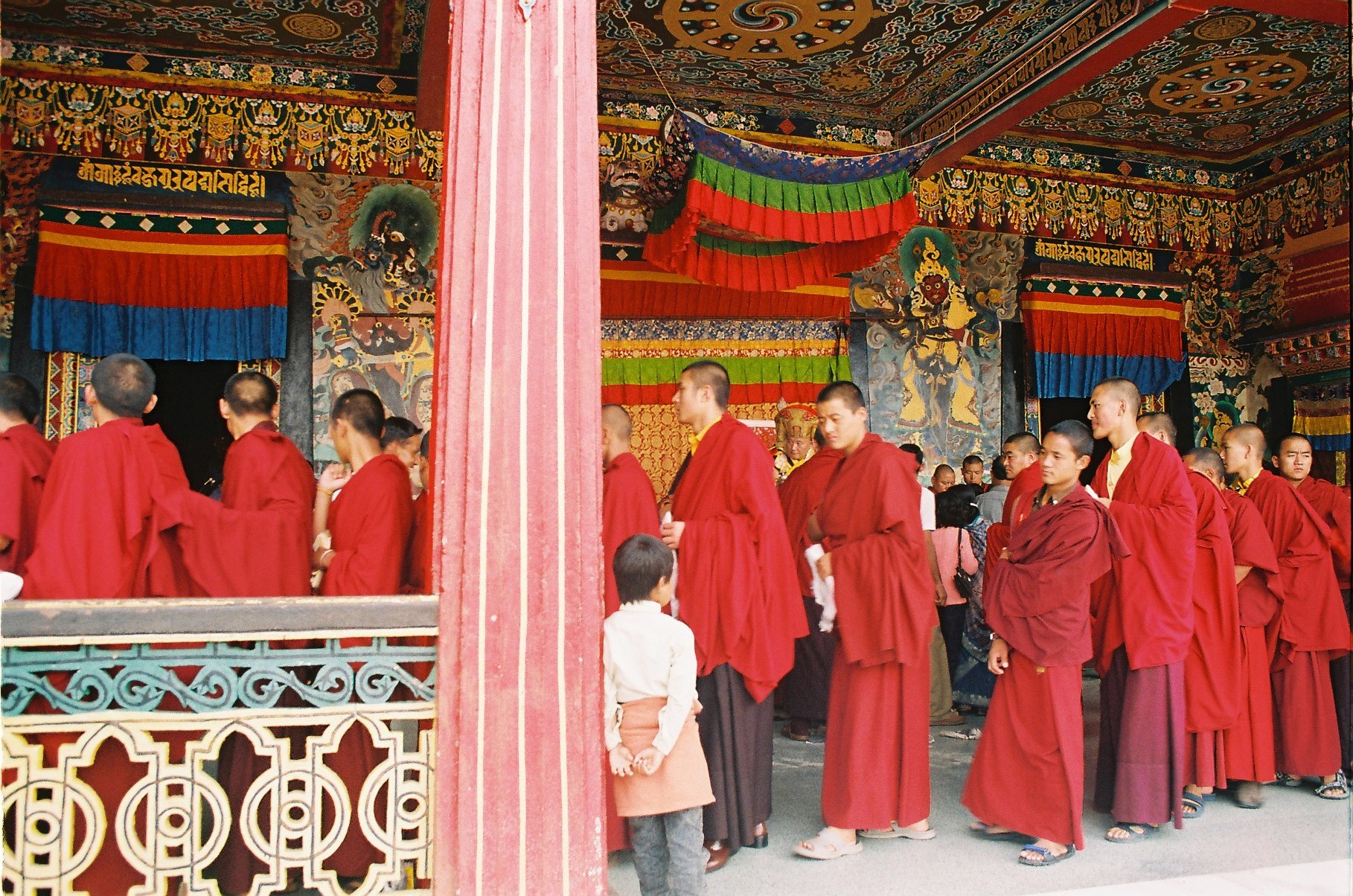
Các tì-kheo thuộc dòng truyền thừa Mūlasarvāstivāda trong Phật giáo Tây Tạng.

Căn bản thuyết nhất thiết hữu bộ (Chữ Hán:根本說一切有部; tiếng Phạn: मूलसर्वास्तिवाद, Mūlasarvāstivāda) là một trong những bộ phái Phật giáo sơ kỳ của Ấn Độ. Nguồn gốc và mối liện hệ với bộ phái Sarvāstivāda của dòng Mūlasarvāstivāda vẫn chưa được biết rõ, mặc dù các học giả đã đưa ra nhiều giả thuyết khác nhau.
Tính liên tục của dòng truyền thừa Mūlasarvāstivāda vẫn còn duy trì trong Phật giáo Tây Tạng, mặc dù cho đến tận gần đây, chỉ có dòng tì-kheo Mūlasarvāstivādin tồn tại: dòng Tì-kheo-ni chưa bao giờ được thành lập.

## Lịch sử

### Tại Ấn Độ
Mối liên hệ giữa Mūlasarvāstivāda với Sarvāstivāda là một vấn đề gây tranh cãi; các học giả hiện đại nghiêng về việc phân loại chúng là độc lập với nhau. Đại sư Nghĩa Tịnh tuyên bố rằng tên của bộ phái này bắt nguồn từ việc là một nhánh của Sarvāstivāda, nhưng Buton Rinchen Drub lại cho rằng cái tên này là sự tôn kính đối với Sarvāstivāda là "gốc rễ" (mūla) của tất cả các trường phái Phật giáo.
Theo Gregory Schopen, Mūlasarvāstivāda đã phát triển trong thế kỷ thứ 2 sau Công nguyên và suy tàn ở Ấn Độ vào thế kỷ thứ 7. 

### Ở Trung Á
Mūlasarvāstivāda được cho là từng thịnh hành khắp Trung Á do các hoạt động truyền giáo được thực hiện trong khu vực. Một số học giả xác định ba giai đoạn chính khác biệt của các hoạt động truyền giáo được thấy trong lịch sử Phật giáo ở Trung Á, có liên quan đến các bộ phái sau đây theo trình tự thời gian: 
1. Dharmaguptaka
2. Sarvāstivāda
3. Mūlasarvāstivāda

### Ở Śrīvijaya
Vào thế kỷ thứ 7, Nghĩa Tịnh viết rằng Mūlasarvāstivāda nổi bật khắp vương quốc Srivijaya (Indonesia ngày nay). Sư đã ở Śrīvijaya từ sáu đến bảy năm, trong thời gian đó, học tiếng Phạn và dịch các kinh văn tiếng Phạn sang chữ Hán. Nghĩa Tịnh ghi nhận rằng giới luật Mūlasarvāstivāda hầu như đã được áp dụng phổ biến ở khu vực này. Sư viết rằng các chủ đề được nghiên cứu, cũng như các quy tắc và nghi lễ, về cơ bản là giống nhau ở vùng này cũng như ở Ấn Độ. Nghĩa Tịnh đã mô tả những hòn đảo này nói chung là thiên về "Tiểu thừa", nhưng cũng viết rằng ở Vương quốc Melayu có cả các giáo lý Đại thừa như Yogacarabhumi-sastra của Asaṅga.

## Dòng giới luật
Mūlasarvāstivāda vinaya là một trong ba dòng vinaya còn tồn tại, cùng với Dharmaguptaka và Theravāda. Quốc vương Tây Tạng Ralpacan đã hạn chế việc xuất gia đối với dòng giới luật Mūlasarvāstivādin. Khi Phật giáo được truyền đến Mông Cổ từ Tây Tạng, việc xuất gia của người Mông Cổ cũng tuân theo quy tắc này.
Luật tạng Mūlasarvāstivāda hiện còn tồn tại bằng Tạng văn (bản dịch thế kỷ thứ 9) và Hán văn (bản dịch thế kỷ thứ 8), và ở một mức độ nào đó, trong nguyên bản tiếng Phạn.